# Остин, Рене
Рене Остин (англ. Reneé Austin, род. 1966, Сан-Диего, Калифорния, США) — американская блюзовая певица, автор песен. Номинант Blues Music Awards в номинации «Лучший дебют» (2004) 

## Биография
Рене Остин родилась в Сан-Диего, Калифорния, США, в возрасте трех лет переехала с семьей в Кингсленд, Техас. С четырёх лет пела в церкви. Вдохновлённая пением Ареты Франклин, Этты Джеймс, Мейвис Стейплз и Тины Тернер в 15 лет сочинила свою первую песню. Изучала теологию в колледже Christ for the Nation Instiitute в Далласе. После окончания колледжа Рене Остин переехала в Миннеаполис, начала петь в различных клубах и самостоятельно выпустила свой дебютный альбом в 1997 году Dancin' with Mr. Blue, который был хорошо принят и был назван лучшей блюзовой записью года Музыкальной академией Миннесоты . Он также принес ей награды «Лучший блюзовый исполнитель» и «Лучшая вокалистка». Благодаря этому альбому Остин со своей группой Reneé Austin Band  стала выступать на разогреве у посещающих Миннеаполис музыкантов, например у Los Lobos, Роберта Крея, Лонни Брукса и Делберта МакКлинтона. Последний был настолько впечатлён после двух концертов в марте 2003 года, что добился того, что Остин была приглашена для участия в блюзовом круизе «Sandy Beaches». В том же году Рене Остин подписала контракт со звукозаписывающей компанией Blind Pig Records, которая в 2003 году выпустила её второй альбом Sweet Talk. С этим альбомом певица была номинирована на премию Blues Music Award в категории «Лучший дебют». Про альбом писали «Остин демонстрирует мощное, высоковольтное выступление от начала до конца. Подобно динамитной шашке, её вокальная сила взрывается с самой первой ноты, практически захватывая дух…Энергичное исполнение и вокальные данные Остин способны доминировать в любом музыкальном формате»  или «Критики восхищались её диапазоном, охватывающим почти пять октав, потрясающей вокальной динамикой, пронзительным и глубоким написанием песен и удивительной универсальностью, сравнивая её с Дженис Джоплин и Тиной Тёрнер» . До 2005 года певица активно гастролировала, выступая на фестивалях и площадках по всей территории США, Канады и Виргинских островов. В 2005 году Рене Остин появилась в телевизионной постановке PBS «Blues Divas» в составе таких певиц, как Мейвис Стейплз, Энн Пиблз, Дениз ЛаСаль, Одетту и Ирму Томас. В августе 2005 года лейбл Blind Pig выпустил её третий альбом Right About Love.
В сентябре того же года после операции на щитовидной железе у неё остался парализованный левый голосовой нерв, из-за чего она не могла говорить и петь. Однако после многих лет бездействия её голос чудесным образом восстановился, и в 2015 году Остин вернулась к выступлениям. Певица сказала: «Я никогда не думал, что снова буду петь. У меня не было надежды. Я смирилась с тем, что всё кончено. Но мне повезло, и случилось чудо. Теперь у меня есть возможность заниматься тем, что я люблю больше всего, — писать и исполнять свою музыку» .
В 2018 году певица самостоятельно выпустила альбом Songbirds & Angels с 13 собственными песнями, и стала гастролировать по всем США и за их пределами. Кроме того, она начала небольшую актёрскую карьеру, снявшись в двух эпизодах сериала 20/20: In an Instant .
Шестикратная обладательница премии Minnesota Music Award. Живёт в Форт-Милл, Южная Каролина. С 2004 года даёт уроки вокала и сценического представления в компании BE Original, выступает нечасто. 
«Обладая почти пятиоктавным диапазоном и потрясающей вокальной динамикой, Рене Остин готова возглавить новое поколение авторов-исполнителей-новаторов…Жёсткий, хриплый рык Остин может быть таким же дерзким, как у Тины Тёрнер, или таким же нежным, как у Марии Малдор» .
Газета Philadelphia Inquirer писала, что Остин «охватывает восхитительно широкий спектр рутс-стилей: она дерзко поёт блюз, ловко свингует в R&B и даже выдаёт зажигательный госпел» 
Журнал No Depression написал: «Якобы блюзовая певица, Остин на самом деле — настоящий разрушитель жанров, сплетающий воедино различные стили блюза, R&B, соула и госпела, придавая всему этому нотки кантри». 
Hi Fi Plus: «Остин — артистка, способная охватить множество музыкальных жанров, и всё это она делает с мурлыканьем, рычанием, сексуальными стонами и гортанным рёвом, который неизменно восхищает слушателя»  .
Сама певица считает своё творчество «смесью R&B, соула и госпела с техасским оттенком» .

## Дискография
| Год  | Название              | Лейбл       |
| ---- | --------------------- | ----------- |
| 1997 | Dancin' with Mr. Blue | Oarfin      |
| 2003 | Sweet Talk            | Blind Pig   |
| 2005 | Right About Love      | Blind Pig   |
| 2018 | Songbirds & Angels    | Independent |